# Auping
Auping is een Nederlandse beddenfabrikant uit Deventer. De aandelen van het bedrijf zijn nog steeds grotendeels in handen van de familie Auping.

## Geschiedenis
De historie van het bedrijf gaat terug tot 1888, toen de Deventer smid Johannes Albertus Auping van het Sint Geertruiden Gasthuis in zijn woonplaats de opdracht kreeg om hygiënische bedden te leveren, in plaats van de tot dan toe gebruikelijke stromatrassen. Auping leverde bedden met gevlochten staaldraden, gespannen in een metalen frame. Het weven van staaldraad gebeurde met een door hemzelf ontwikkelde constructie. Bij zijn levering aan het Burgerziekenhuis in Amsterdam in 1890 verbeterde hij het ontwerp en zorgde ervoor dat de metalen bedbodem verend was. De producten werden in de handel gebracht onder de naam Auping's stalen gezondheidsmatras. De fabriek, waarvoor Johannes Auping in 1912 de eerste steen legde, was tot 2014 gevestigd aan de Laan van Borgele te Deventer. In dat jaar verhuisde de onderneming naar een industrieterrein. In 1988 verkreeg de fabriek het predicaat Koninklijk. Het historisch archief van de firma is in 2012 overgedragen aan een openbare archiefinstelling.

## Familiebedrijf

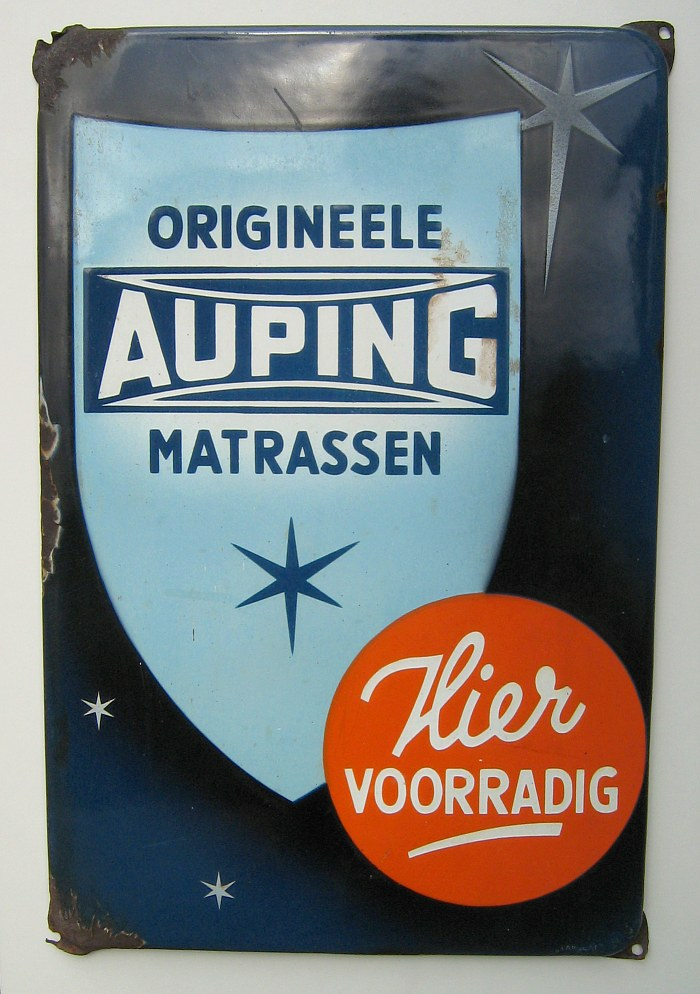
Gevelbord voor wederverkopers

Auping is een van de laatste grote familiebedrijven in Deventer. De volledige naam is Koninklijke Auping bv, een houdstermaatschappij van de werk-BV's. Het bedrijf is via de aandelen nog grotendeels in handen van de nazaten van Johannes Auping, maar zij maken geen deel meer uit van de leiding van het bedrijf.

## Producten
Auping is vooral bekend door het houten bed 'Auronde', in 1973 ontworpen door Frans de la Haye. Dit model is een klassieker geworden, tot 2009 waren er al meer dan een miljoen exemplaren van gemaakt. Een ander succesvol product was het door Dick Cordemeijer (1924-1998) ontworpen Cleopatra divanbed, waar tussen 1953 en 1982 ±700.000 exemplaren van gemaakt werden.